# لينارت سفينسون
لينارت سفينسون (بالسويدية: Lennart Svensson)‏ (18 نوفمبر 1934 بالسويد - ) هو لاعب كرة قدم سويدي في مركز الوسط. شارك مع منتخب السويد لكرة القدم. أما مع النوادي، فقد لعب مع نادي مالمو.

## مسيرته الكروية
لعب لينارت سفينسون خلال مسيرته الاحترافية مع نادِ واحدٍ في 9 مواسم وسجل خلالها 28 هدفًا ضمن 166 مباراة. ولم يفوز بأي موسم بالكأس وفاز موسم واحدًا بالدوري.
خاض لينارت سفينسون مسيرته مع نادي مالمو في موسم 1957–58 ليلعب معه تسعة مواسم، مشاركًا في 166 مباراة سجل خلالها 28 هدفًا.

## وصلات خارجية
- لينارت سفينسون على موقع قاعدة بيانات كرة القدم.إي يو (الإنجليزية)
- لينارت سفينسون على موقع ناشيونال فوتبول تيمز (الإنجليزية)